# Čím

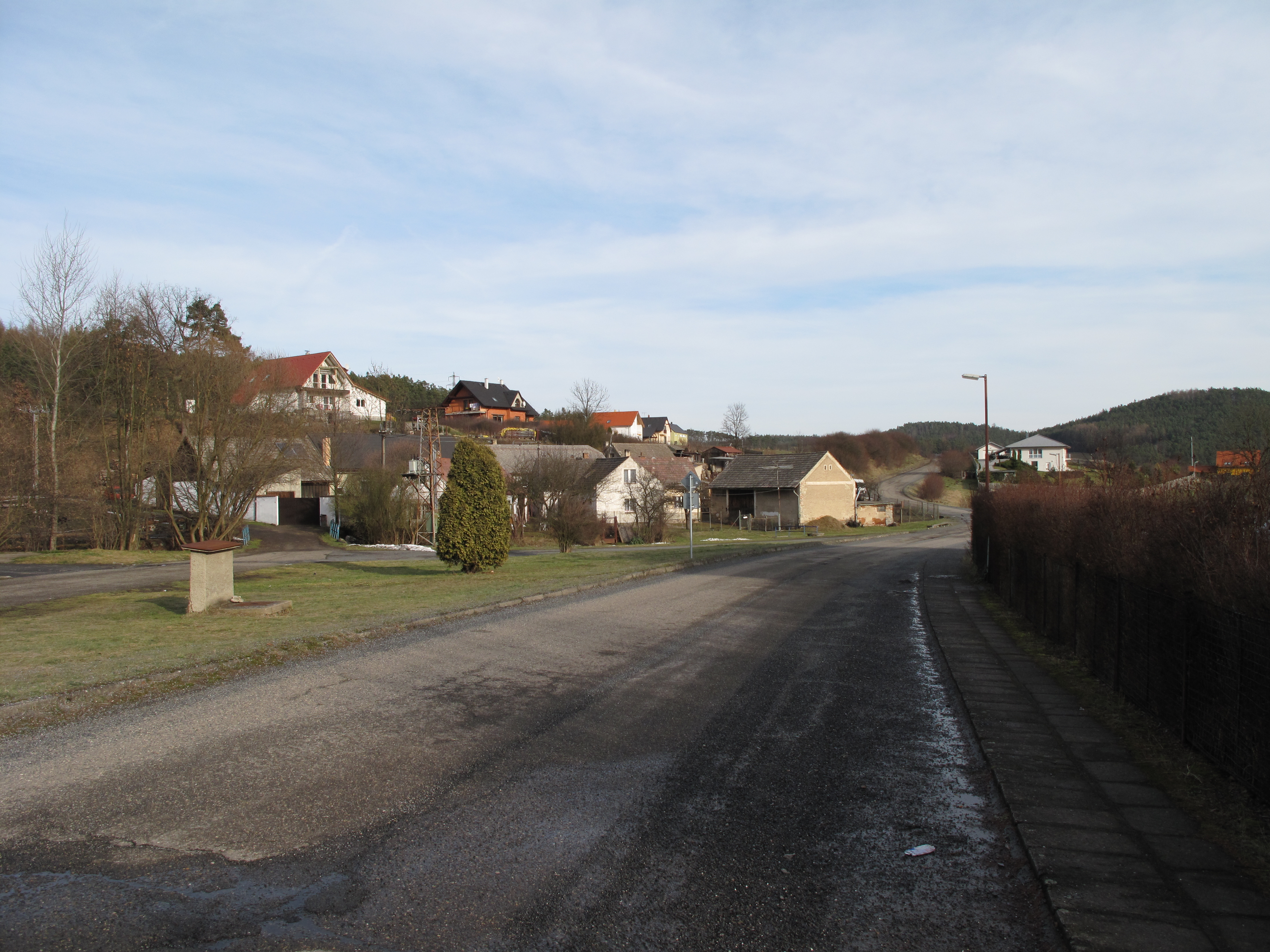
Dorfplatz

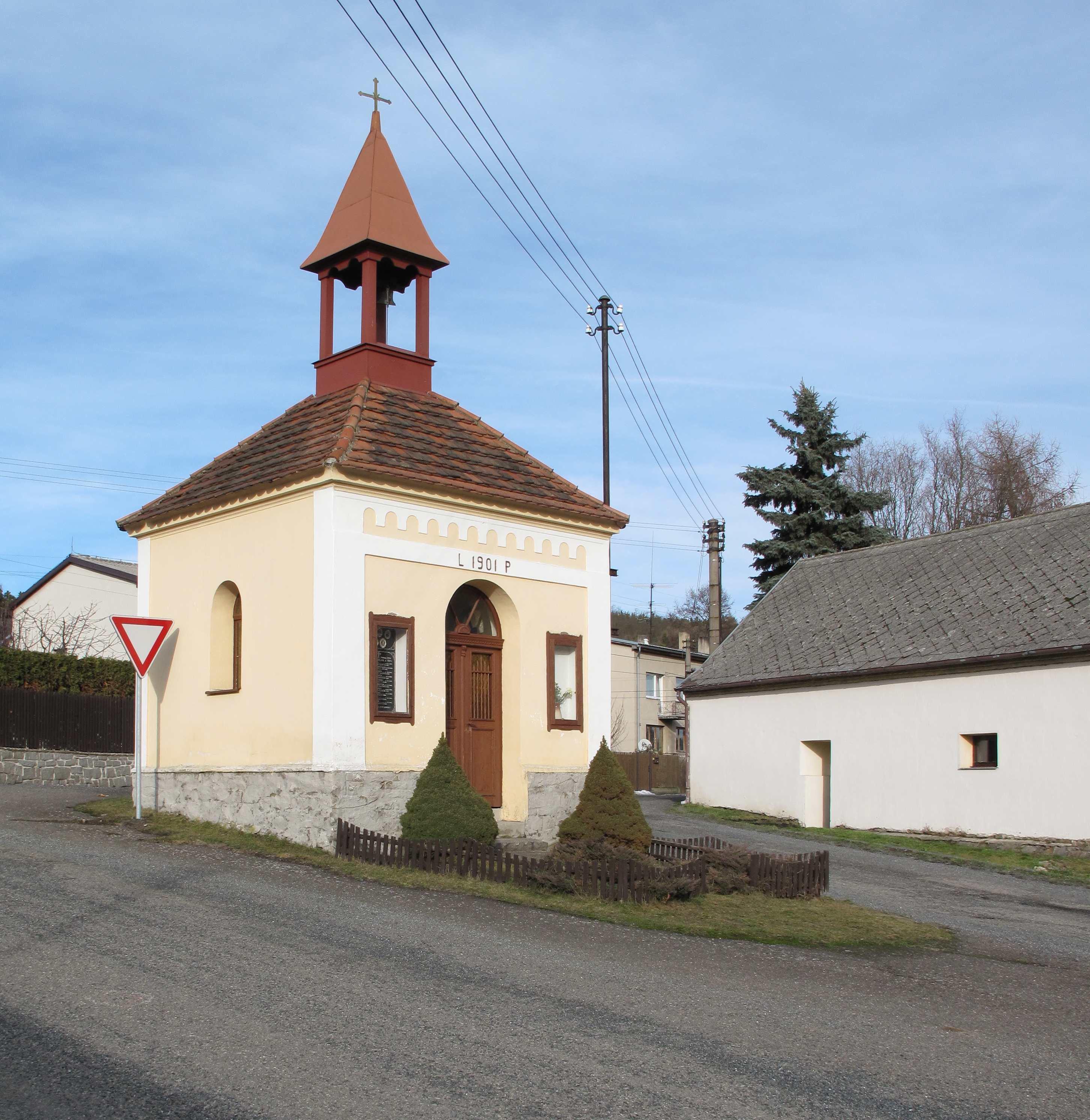
Kapelle des hl. Veit

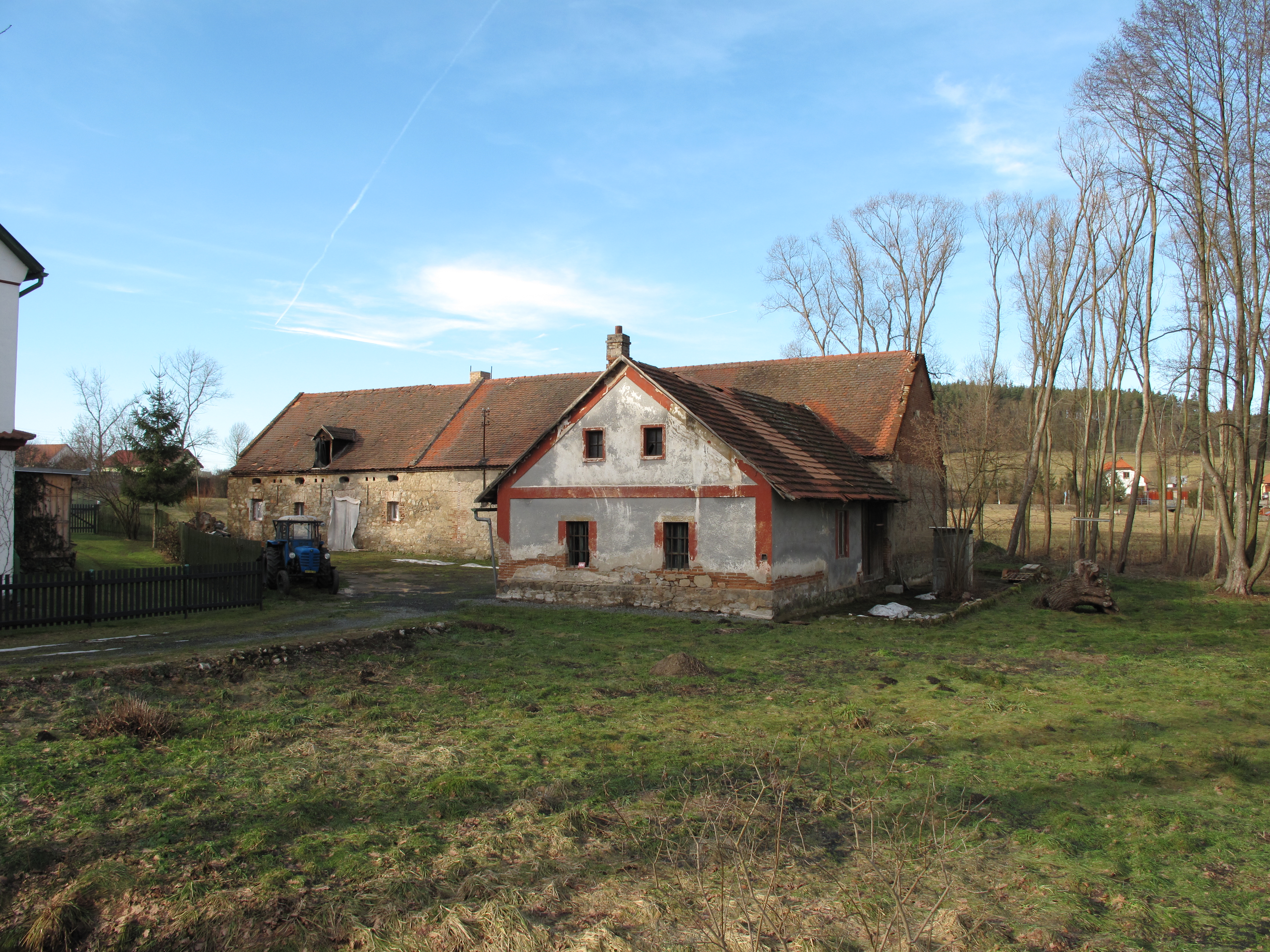
Mühle

Čím (deutsch Čim, auch Tschim) ist eine Gemeinde in Tschechien. Sie liegt sechs Kilometer östlich von Nový Knín und gehört zum Okres Příbram. 

## Geographie
Čím befindet sich im Norden der Středočeská pahorkatina im Tal des Baches Meredský potok. Gegen Osten liegt der Moldaustausee Slapy, südwestlich der Teich Velký chotilský rybník. 
Nördlich erhebt sich die Hesovna (404 m), im Nordosten die Žďánská hora (392 m), östlich die Holousná (398 m), der Slavín (339 m) und der Na Belvederu (378 m), im Südosten der Spálený vrch (427 m) und der Ostrý vrch (466 m), südlich der Kozinec (356 m) und die Besedná (496 m), im Südwesten die Želná (418 m), westlich der Štětínec (466 m) und Okrouhlík (451 m) sowie im Nordwesten die Višňovka (385 m).
Nachbarorte sind Nové Dvory, Nová Hospoda, V Trnovcích, U Dobré Vody, Jílová und Buš im Norden, Hrdlička, Slapy, Rabyně und Měřín im Nordosten, Luh, Malčany, Jablonná und Nebřich im Osten, Zátiší, Živohošť und Křeničná im Südosten, Knihy, Hněvšín, Besedná, V Ráji und Sejcká Lhota im Süden, Lipí, Chotilsko und Záborná Lhota im Südwesten, Pánkov und Korkyně im Westen sowie Moravce, Háje, Křížov und Krámy im Nordwesten.

## Geschichte
Funde prähistorischer Keramik im Wald bei Hrdlička belegen, dass sich dort eine der ältesten Burgstätten des Mittleren Povltaví befand, die wie die Burgstätte Malé kolo bei Nalžovice der kupferzeitlichen Chamer Kultur zugeordnet werden kann.
Die erste schriftliche Erwähnung von Czamy (Čámy) erfolgte im Jahre 1316 in den Ladungstafeln, als der Vladike Peter von Korkin Heinrich von Czam wegen eines Überfalls auf ihn und seine Familie verklagte. Der Name des Ortes leitet sich vom Personennamen Čám her. Die Vladiken von Czam waren Nachfahren des Bořita von Jinec und gebrauchten nach ihrem Stammsitz, der Feste Ostrý nad Litavkou bei Hořovice auch das Prädikat von Ostrý. Der florierende Goldbergbau um Knín führte in der Mitte des 14. Jahrhunderts zur  Anlegung weiterer Güter, Czamy wuchs zu einem der größten Dörfer der Umgebung an. Der böhmische König Karl IV. teilte der neuen Burg Karlstein am 10. Juni 1348 neben weiteren Gütern im Gebiet Podbrdská die vier Höfe Čámský, Ctiborský, Hynkovský und Mašátovský in Čámy als Lehnhöfe zu. Die beliehenen Vasallen genossen Privilegien und unterstanden der direkten königlichen Entscheidung; zu ihren Pflichten gehörte u. a. die Verteidigung der Burg Karlstein. Besitzer des Freigutes und der Feste Čámy einschließlich des Hofes Korkin eines Teils von Chotilsko war im Jahre 1463 Jindřich Škorn von Kralovice. Ab 1521 war die Feste einschließlich des Großen Teiches dem Gut Netvořice angeschlossen, zuletzt gehörte sie den Řep von Neveklov, danach erlosch sie. Besitzer des Lehngutes Čámský mit 16 Hektar Land, Wäldern einschließlich einer untertänigen Chaluppe und eines freien Kretschams waren im Jahre 1625 die Brüder Georg und Wenzel Czamsky. Im Jahre 1645 wurde das Gut innerhalb der Familie Czamsky zweigeteilt. Den II. Anteil (Hof Nr. 8) hielten die Czamsky nur bis 1706. Der Lehnhof Ctiborský war mit lediglich zwei Hektar Land der kleinste der vier Lehnhöfe; er ging 1713 von der Familie Ctibor an die Familie Trnka über und wurde danach als Trnkyscher Lehnhof bezeichnet. Der Besitzer Trnka war als Schmied und Pferdehändler tätig. Die Lehnhöfe Hynkovský und Mašátovský wurden im 17. Jahrhundert zum größten Lehnhof von Čím vereinigt, der nach seinen neuen Besitzern Nosákovký-Hof genannt wurde. In der berní rula von 1654 sind Martin und Ctibor Nosákov als Besitzer des Lehnhofes mit 80 Strich Land, zwei Fischteichen, einer Mahlmühle mit angeschlossener Ölmühle sowie einer freien Schänke aufgeführt. Zum Ende des 17. Jahrhunderts wurde beim Nosákovký-Hof das Schlösschen errichtet. Nachfolgende Besitzer waren ab 1754 die Abtei St. Johann unter dem Felsen, ab 1787 Johann Anton Kotz von Dobrz, danach Joseph und Josepha Lhotsky. Einen Anteil am Čamskysche Lehnhof besaß seit 1806 Anton Čamsky (Čamsky I), der andere (Čamsky II) gehörte zum Gut Schlap. Den Nosakowskyschen Lehnhof mit dem Gut und Dorf Křeničná erwarb Karl Korb von Weidenheim im Jahre 1828 von Wenzel Lhotsky und schloss ihn seiner Herrschaft Schlap an. 
Im Jahre 1845 umfasste der Nosakowskysche Lehnhof mit Křeničná (Gut Čim I) eine Nutzfläche von 306 Joch 580 Quadratklafter, der Ctiborowskysche Lehnhof (Gut Čim II) 108 Joch 341 Quadratklafter sowie der Trnkysche Lehnhof (Gut Čim III) 12 Joch 585 Quadratklafter. Der Teich Groß-Čim mit einer Fläche von 19 Joch 782 Quadratklafter war trockengelegt. Das Dorf Čim / Čjm bestand aus 49 Häusern mit 397 Einwohnern; darunter fünf jüdischen Familien. 31 Häuser gehörten zur Herrschaft Slap und den angeschlossenen Lehnhöfen, 14 Häuser einschließlich der Einschicht We Wolssjch zur Herrschaft Karlstein sowie vier Häuser zum Lehnhof Čamsky I. Zum Slaper Anteil gehörten ein obrigkeitliches Schloss mit Garten, ein obrigkeitlicher Meierhof mit Schäferei und ein Wirtshaus; hinzu kamen die zwei Chaluppen Na Besedna (Besedná), die Mühle Luhy (Luh) sowie die Einöden Hrdlička, Gezirka (Jezírka) und W Gedlinách. Insgesamt gab es im Dorf zwei Mühlen. Kirchlich war das Dorf ebenfalls geteilt; 30 Häuser waren nach Schlap und 19 nach Ziwohausst (Živohošť) gepfarrt. Die Familie Die Familie Čamsky war danach Besitzer des II. Anteils des Lehnhofes Čamsky (Hof Nr. 10). war Besitzer des II. Anteils (Hof Nr. 10). Bis zur Mitte des 19. Jahrhunderts blieb das im Berauner Kreis gelegene Dorf Čim anteilig nach Slap, Karlstein bzw. zum Lehnhof Čamsky untertänig.
Nach der Aufhebung der Patrimonialherrschaften bildete Čím ab 1850 mit den Ortsteilen Besedná, Hrdlička, Jezírka, Luh, Malčany und Moráň eine Gemeinde im  Gerichtsbezirk Dobříš. Ab 1868 gehörte die Gemeinde zum Bezirk Příbram. 1932 lebten in Čím mit Malčany und Moráň 340 Personen. Im Jahre 1949 wurde die Gemeinde dem neu gebildeten Okres Dobříš zugeordnet, nach dessen Aufhebung im Jahre 1960 gehört sie zum Okres Příbram. Das Schloss wurde 1959 abgerissen. Die an der Mündung des Meredský potok in die Moldau gelegene Ansiedlung Moráň wurde zu Beginn der 1950er Jahre infolge der Errichtung der Talsperre Slapy aufgelöst und überflutet. Im Jahre 1967 wurde über dem Moldautal im Wald bei Hrdlička eine kupferzeitliche Burgstätte aufgefunden. Seit 2007 führt die Gemeinde ein Wappen und Banner, die Entwürfe dazu stammen vom Schriftsteller Jan Čáka, der dabei auch das älteste nachweisliche Wappen des Johanes Czam aus dem Jahre 1407 einfließen ließ.
Čím ist heute ein Erholungsort, neben den 123 Häusern des Dorfes gibt es in der Gemeinde 316 Ferienhütten.

## Gemeindegliederung
Für die Gemeinde Čím sind keine Ortsteile ausgewiesen. Sie gliedert sich in die Siedlungseinheiten Čím und Hrdlička. Zu Čím gehören außerdem die Ansiedlungen Besedná, Luh, Malčany und V Ráji.

## Sehenswürdigkeiten
- Kapelle des hl. Veit, errichtet 1901. Sie wurde im Jahre 2012 instand gesetzt.